# The Lighthouse (film)
Pour les articles homonymes, voir The Lighthouse.
Pour plus de détails, voir Fiche technique et Distribution.
The Lighthouse, ou Le Phare au Québec, est un thriller psychologique américano-canadien réalisé par Robert Eggers, sorti en 2019.
L'écriture de ce film s'est inspirée de faits réels d'après le réalisateur Robert Eggers. En effet l'histoire s'inspire en partie des évènements survenus au phare de Smalls dans le Pembrokeshire, au pays de Galles, en 1801.

## Synopsis
Dans les années 1890, Ephraim Winslow entame un séjour de quatre semaines en tant que « wickie » (gardien de phare) sur une île isolée au large de la Nouvelle-Angleterre, sous la supervision de l'ancien marin Thomas Wake. Dans ses quartiers, Winslow découvre un petit scrimshaw représentant une sirène et le garde dans sa veste. Wake s'avère immédiatement très exigeant, soumettant Winslow à des tâches éprouvantes telles que vider les pots de chambre, entretenir les machines, transporter de lourds réservoirs de kérosène dans les escaliers et peindre le phare, tout en interdisant à Winslow d'accéder à la salle des lanternes. Winslow observe que, chaque nuit après avoir gravi le phare, Wake se déshabille devant la lumière. Pendant son séjour sur l'île, Winslow commence à halluciner des monstres marins et des bûches flottant dans la mer, et se masturbe devant la sirène sur le scrimshaw. Winslow est dérangé par une mouette borgne, mais Wake le met en garde de ne pas la tuer sous la croyance superstitieuse selon laquelle les mouettes sont des marins réincarnés. Un soir, alors qu'il dînait, Wake révèle à Winslow que son ancien Wickie est mort après avoir perdu la raison, tandis que Winslow révèle qu'il est un ancien bûcheron du Maine qui était en poste au Canada et qui cherche maintenant un nouveau métier.
La veille du départ prévu, Winslow découvre une mouette morte à l'intérieur de la citerne, ensanglantée dans l'eau potable. Il est attaqué par le goéland borgne et le massacre brutalement. Le vent change radicalement de direction et une violente tempête s'abat sur l'île. Winslow et Wake passent la nuit à se saouler et la tempête empêche le navire de service du phare de les récupérer le lendemain. Alors que Winslow vide les pots de chambre, il découvre le corps échoué d'une sirène, qui se réveille et lui hurle dessus. Il s'enfuit vers le chalet, où Wake l'informe que la tempête a gâché leurs rations. Winslow n'est pas inquiet car il pense que le navire de service n'a qu'un jour de retard, mais Wake déclare qu'ils sont déjà bloqués depuis des semaines. Le couple déterre une caisse à la base du phare qui, selon Winslow, contient des rations de réserve, mais elle est pleine de bouteilles d'alcool.
Alors que la tempête continue de faire rage, Winslow et Wake s'enivrent tous les soirs et alternent moments d'intimité et d'hostilité. Une nuit, Winslow tente en vain de voler les clés de la salle de la lanterne à Wake et envisage de l'assassiner. Winslow voit plus tard la tête borgne du précédent wickie de Wake dans un casier à homard. En état d'ébriété, Winslow avoue à Wake que son vrai nom est Thomas Howard et qu'il a assumé l'identité d'Ephraim Winslow, son cruel contremaître au Canada qu'il a délibérément laissé se noyer. Howard a une vision menaçante de Wake accusant Howard de « renverser [ses] haricots » et court vers le doris pour tenter de quitter l'île, mais Wake apparaît et détruit le bateau avec une hache. Après avoir chassé Howard jusqu'à leur logement, Wake prétend que c'est Howard qui l'a poursuivi et détruit le doris, alors qu'Howard était rendu fou par ses aveux.
N'ayant plus d'alcool, Howard et Wake commencent à boire une concoction de térébenthine et de miel, et cette nuit-là, une vague géante s'écrase à travers le mur de leur cottage. Dans la matinée, Howard trouve le journal de bord de Wake, dans lequel Wake l'a critiqué comme un employé ivre et incompétent et a recommandé qu'il soit licencié sans salaire. Les deux hommes se disputent et Howard attaque Wake en hallucinant la sirène, le vrai Winslow, et Wake comme une figure semblable à Proteus. Howard bat Wake pour le soumettre et l'emmène au trou à la base du phare pour l'enterrer vivant. Avant de perdre connaissance, Wake décrit une punition « prométhéenne » qui attend ceux qui regardent dans la lanterne, et Howard prend les clés de la salle de la lanterne.
Howard va chercher une cigarette, et Wake revient et le frappe avec la hache. Howard désarme Wake et l'assassine avant de monter au phare. Dans la salle des lanternes, la lentille de Fresnel s'ouvre sur Howard, qui entre et hurle violemment en distorsion avant de tomber sur les marches du phare. Quelque temps plus tard, Howard à peine vivant est allongé nu sur les rochers avec un œil endommagé alors qu'une volée de mouettes picorent ses organes exposés.

## Fiche technique
Sauf indication contraire, les informations mentionnées dans cette section peuvent être confirmées par la base de données cinématographiques IMDb,  présente dans la section « Liens externes ».
- Titre original et français : The Lighthouse
- Réalisation : Robert Eggers
- Scénario : Robert Eggers et Max Eggers
- Direction artistique : Matt Likely
- Décors : Craig Lathrop
- Costumes : Linda Muir
- Montage : Louise Ford
- Photographie : Jarin Blaschke
- Musique : Mark Korven
- Son : Damian Volpe
- Production : Youree Henley, Lourenço Sant' Anna, Rodrigo Texeira et Jay Van Hoy
- Sociétés de production : A24 Films, New Regency et RT Features
- Pays d'origine :  États-Unis,  Canada
- Langue originale : anglais
- Format : noir et blanc - 1.19:1 - 35 mm
- Genre :  thriller psychologique,
- Durée : 110 minutes
- Dates de sortie :
  - France : 19 mai 2019 (Festival de Cannes - Quinzaine des réalisateurs) ; 18 décembre 2019 (sortie nationale)
  - États-Unis : 18 octobre 2019
- Interdit aux moins de 12 ans lors de sa sortie en France

## Distribution
- Willem Dafoe (VF : Eric Herson-Macarel ; VQ : Guy Nadon) : Thomas Wake
- Robert Pattinson (VF : Thomas Roditi ; VQ : Nicholas Savard L'Herbier) : Ephraim Winslow/Thomas Howard
- Valeriia Karaman : la sirène
- Logan Hawkes: le vrai Ephraim Winslow

 Source et légende : version québécoise (VQ) sur Doublage.qc.ca

## Musique
La bande originale du film est entièrement signée Mark Korven, elle sort le 18 octobre 2019 sous le label Milan.
Bandes originales par Mark Korven
The Swerve
(2018) Dans les hautes herbes
(2019)
| 1.  | Arrival                                   | 1:49 |
| 2.  | Sonovabitch                               | 3:32 |
| 3.  | Cistern / Old on Lens                     | 2:41 |
| 4.  | Swab Dog Swab / Seagull / Winslow's Story | 3:22 |
| 5.  | Curse Your Name / Dirty Weather           | 3:48 |
| 6.  | Murder / Mermaid / Heavy Labour           | 2:38 |
| 7.  | Stranded                                  | 2:18 |
| 8.  | The Sea King's Fury                       | 2:59 |
| 9.  | Mermaid Lust / Stabbing the Charm         | 2:35 |
| 10. | Why'd Ya Spill Yer Beans?                 | 2:34 |
| 11. | Filthy Dog                                | 3:21 |
| 12. | The Light Belongs to Me                   | 1:13 |
| 13. | Into the Light                            | 3:32 |

## Sortie

### Accueil critique
En France, le site Allociné recense une moyenne des notes des critiques de presse de 3,6/5.
Libération est conquis par le film : « En surrégime permanent, le récit empile les morceaux de bravoure et les soliloques avinés, trouvant dans ces enflures la matière même de sa monstrueuse beauté. ». Première a beaucoup apprécié le film : « Mythologie grecque, histoires de fantômes et autres légendes de la mer... Eggers évite le gloubi-boulga en délivrant une œuvre à son image : radicale, sombre, jusqu’au-boutiste. Et s’impose comme l’un des cinéastes les plus iconoclastes (et weirdo) de notre époque. »
Le film rappelle au contraire à Murielle Joudet du Monde « les pires heures de l’Actors Studio, où, à la fin des années 1950, le cinéma renouait avec des huis clos engoncés dans une théâtralité poseuse et cultivée ».

## Distinctions

### Récompenses
- Festival de Cannes 2019 : Prix FIPRESCI (Quinzaine des réalisateurs)
- Festival de Deauville 2019 : Prix du jury[9]

### Nominations
- Oscars 2020 : Meilleure photographie
- BAFTAs 2020 : Meilleure photographie

### Sélection
- Festival de Cannes 2019 : Quinzaine des réalisateurs[10]